# 모리야 해수욕장

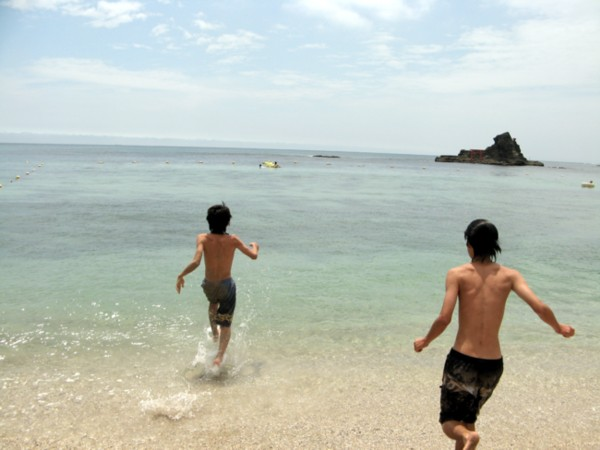
모리아 해수욕장의 모습. (2010년) 멀리 와타리시마 섬이 보인다.

모리야 해수욕장(일본어: 守谷海水浴場, もりやかいすいよくじょう 모리야 가이스이요쿠초[*])은 일본의 해수욕장 중 하나로, 지바현 가쓰우라시의 모리아 해안에 있다. 바닷물이 맑고 투명한 것으로 유명하여, 일본 환경성이 지정한 《쾌수욕장 100선》 (快水浴場百選), 〈일본의 물가 100선〉, 《일본의 수욕장 (水浴場) 88선》의 하나이다. 1992년에는 "제12회 전국 풍요로운 바다 만들기 대회"가 열렸다.
매년 약 20번, 썰물 때 해안에서 조금 떨어진 와타리시마 섬과 해수욕장 사이를 잇는 길이 나타난다.

## 같이 보기
- 대한민국의 무창포해수욕장 - 충청남도 보령시 웅천읍에 있는 해수욕장으로, 썰물철에 해수욕장과 석대도를 잇는 길이 나타난다. 이것은 주위 바다보다 높게 튀어나온 지형이 썰물과 함께 드러나는 현상이다.[5]